# بلومنتال (تگزاس)
بلومنتال (به انگلیسی: Blumenthal) یک منطقهٔ مسکونی در ایالات متحده آمریکا است که در شهرستان گیلسپی، تگزاس واقع شده‌است. بلومنتال ۵۰ نفر جمعیت دارد و ۴۵۹ متر بالاتر از سطح دریا واقع شده‌است.